# Estany dels Barbs
L'estany dels Barbs és un estany pirinenc del terme municipal d'Espot, al Pallars Sobirà, dins del Parc Nacional d'Aigüestortes i Estany de Sant Maurici. Està situat a 2.376 m d'altitud i té una superfície de 2,52 ha, a uns 15 m de desnivell per sobre de l'estany Gran d'Amitges i al costat de l'estany de la Munyidera.